# Dasylobus nivicola
Dasylobus nivicola is een hooiwagen uit de familie echte hooiwagens (Phalangiidae).